# Jameh-ye Atighmoskee
De Jameh-ye Atighmoskee, Atigh Jame'moskee (jameh = samenkomst of vrijdag-; atigh = oude; "oude vrijdagmoskee"), is het oudste islamitische bouwwerk in de Iraanse stad Shiraz. De moskee staat naast de Sjah Tsjeragh en vlak bij de Nasir al Molkmoskee.
De moskee werd oorspronkelijk gebouwd in 894. Van haar oorspronkelijke uitstraling is als gevolg van verschillende aardbevingen echter vrijwel niets meer over. De meeste van de huidige gebouwen dateren uit de tijd van de Safawiden. Kenmerkende elementen voor de moskee zijn de koepel van de oude noordelijke iwan, de hypostyle zuilen in de oude gebedsruimte in de zuidoostelijke hoek, maar vooral de bijzonder gevormde Chodachaneh (Khodakhaneh). De rechthoekige Chodachaneh (choda = God, chaneh = huis; "Huis van God") met zijn vreemde torens staat centraal op het binnenplein en werd oorspronkelijk gebouwd in het midden van de 14e eeuw (mogelijk nog wat eerder). Het gebouw is een imitatie van de Mekkaanse Ka'aba en was een ruimte waar pelgrims hun rituelen konden uitvoeren alvorens ze naar Mekka vertrokken voor de hadj. Ook werden er waardevolle korans opgeslagen. Volgens overleveringen zou dichter Hafez hier gewerkt hebben. Het gebouw werd grotendeels met zorg herbouwd in het begin van de 20e eeuw. In de Chodachaneh bevindt zich een unieke Sassanidisch-achtige inscriptie in Tholthschrift op een tegelachtergrond.

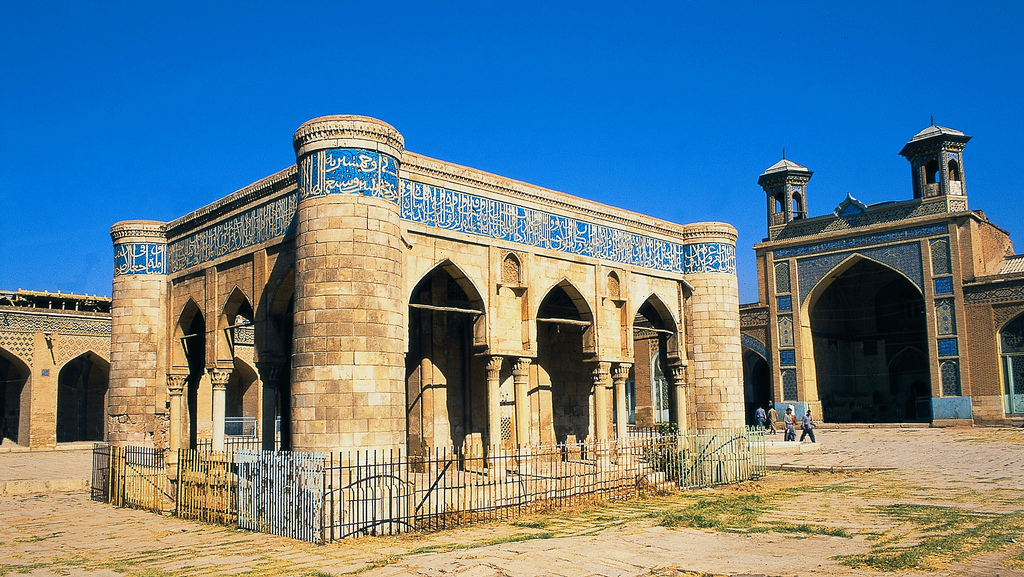
De Chodachaneh met op de achtergrond de noordelijke iwan
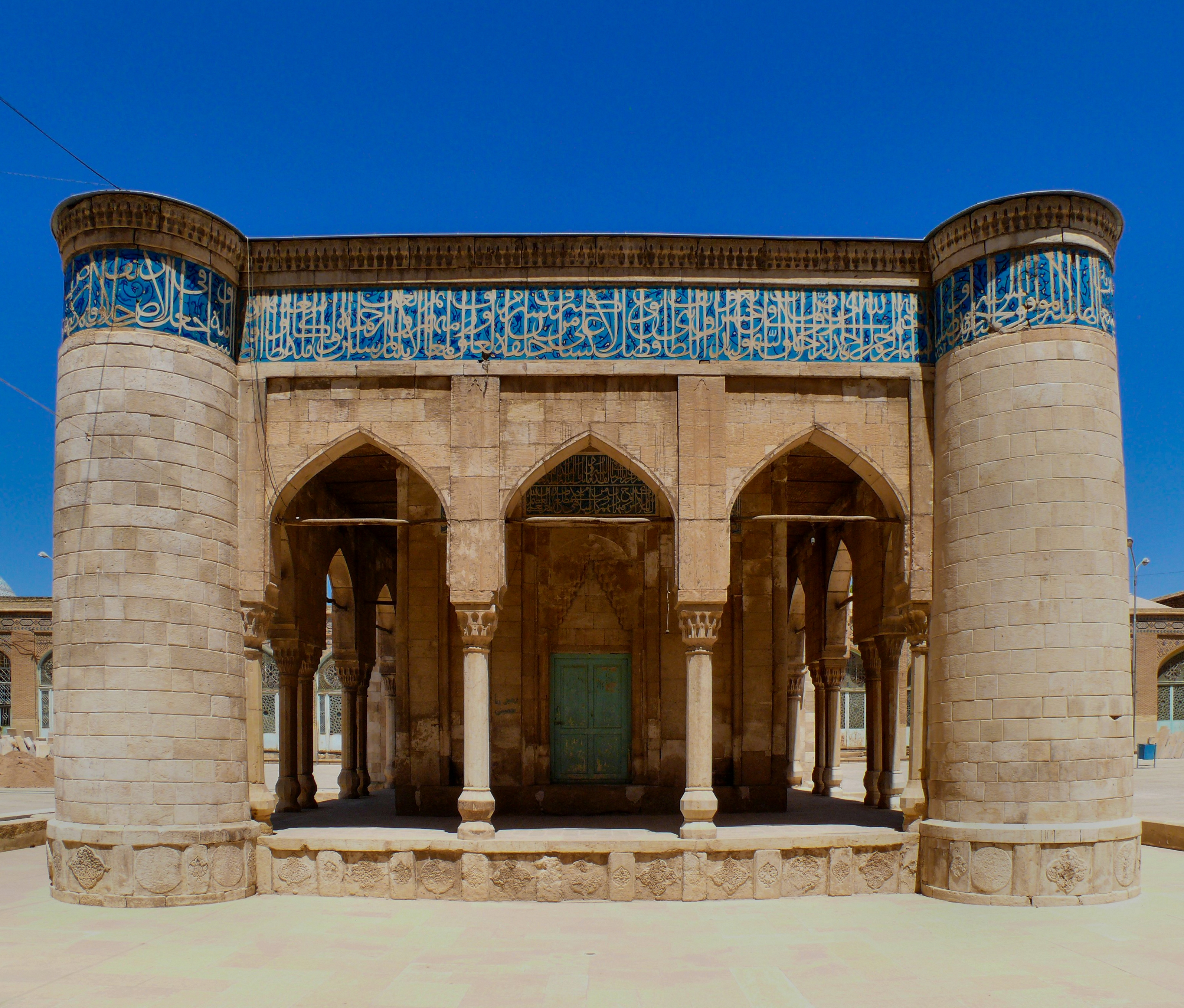
Close-up van de Chodachaneh
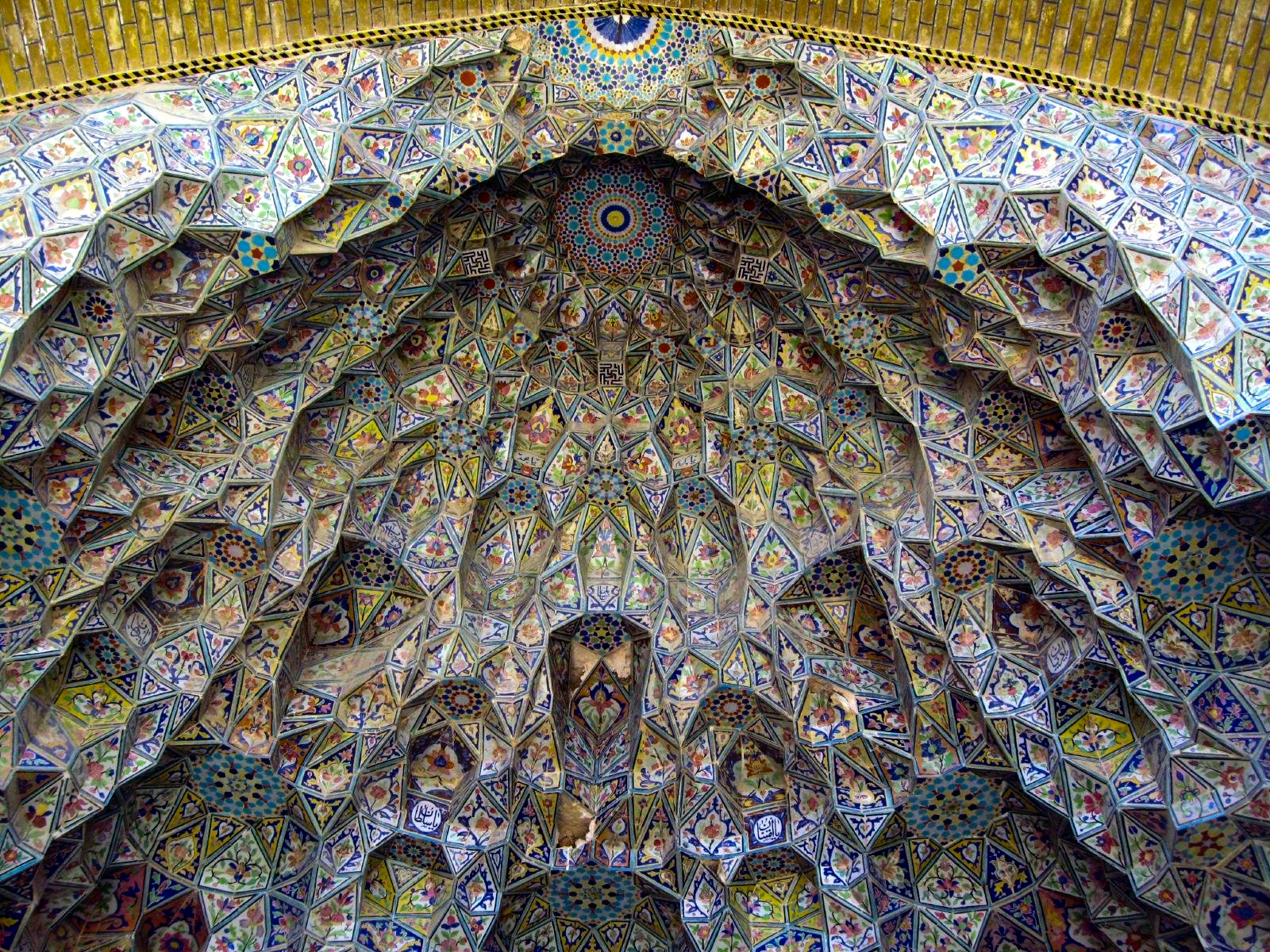
Muqarnas in de moskee